# 夫婦
夫婦（ふうふ、めおと、みょうと）とは、適法の婚姻をした男性と女性。女夫・妻夫（めお、めおと、みょうと、めおっと、めおとこ）、妹背・妹兄（いもせ）、夫妻（ふさい）とも言う。男性を夫と呼び、女性を妻と呼ぶ。

## 概要
国や文化圏によって、夫婦の位置付けは異なる。男女同権の理念を重視して、男女に一切差別があってはならない、と考え、ほとんど全ての権利や義務を同等に考える国もあれば、一方で、夫と妻の権利や義務は異なるものと考える国や文化圏がある。義務についても、夫の義務を重く考える文化圏と、妻のほうに重い義務を持たせる習慣を持つ文化圏がある。
イスラーム圏では、夫というのは妻を庇護する存在であり、複数の妻を持つことができる。ただし（決して男性にとって楽しい家庭とは限らず）イスラームの規定では複数の妻を平等に愛さなければならないとされており、さらに複数の妻を同時に庇護する存在であることを求められ金銭的負担が非常に大きい。それを実行できても、妻の間にうまれる嫉妬や喧嘩をなだめたり調停することをずっと続けなければならないので、実際には一種の苦行のような生活を強いられることになる。

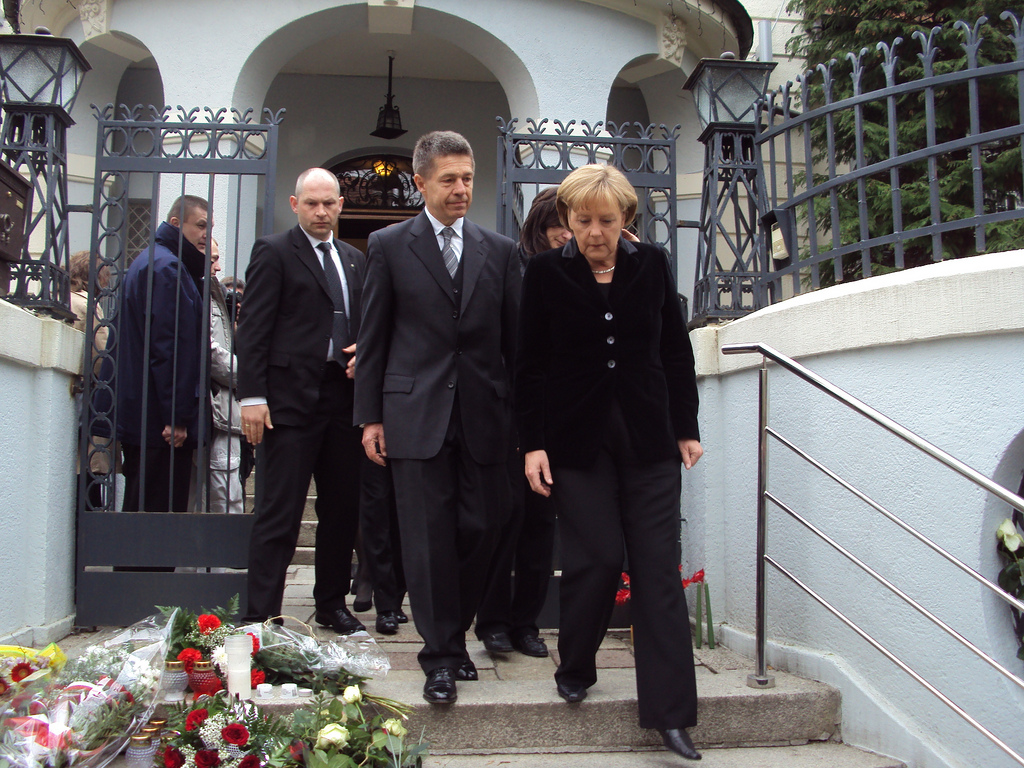
ドイツの首相（当時）アンゲラ・メルケル（写真右）とその夫のヨアヒム・ザウアー（写真中央）
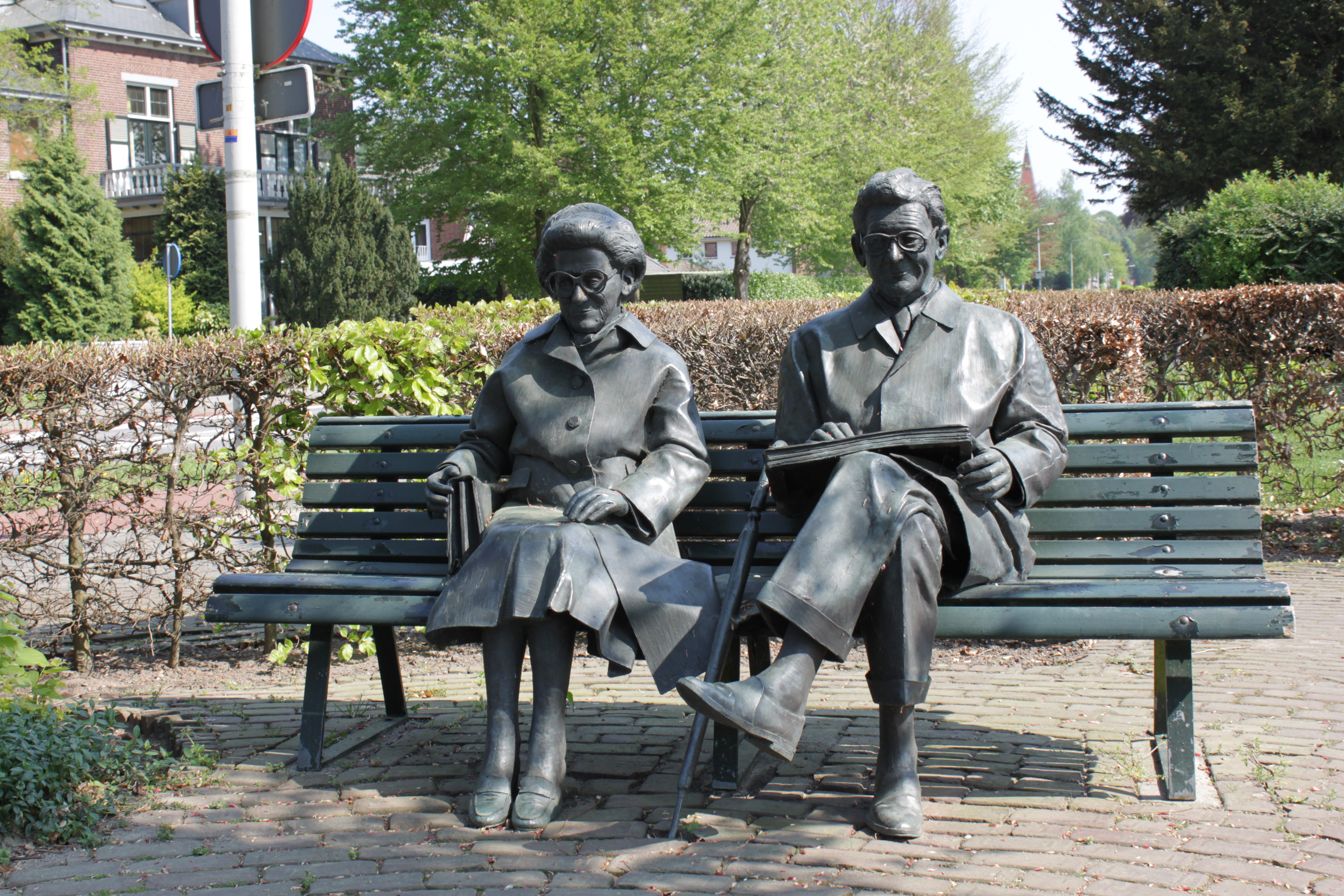
オランダの作家サイモン・カーミッゲルトとその妻の像
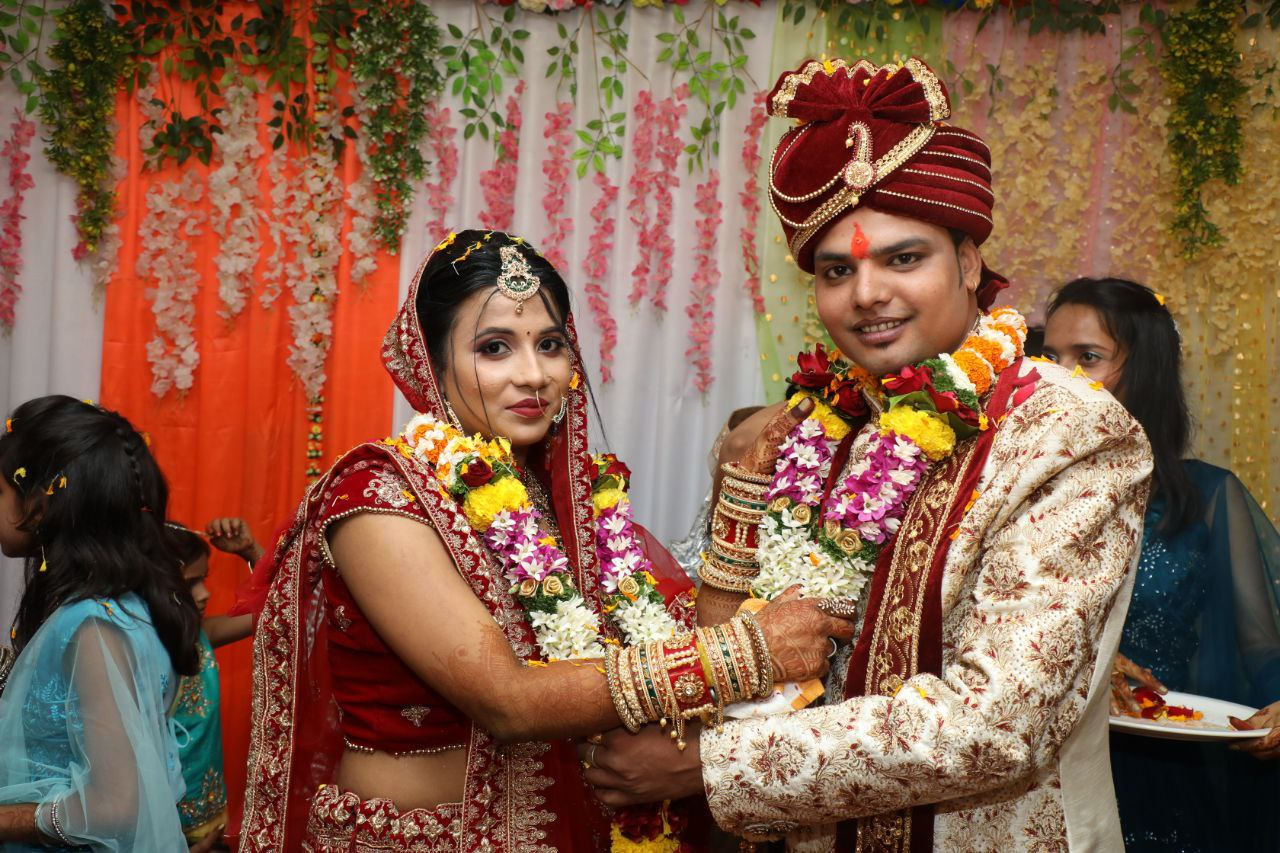
インドの新婚夫婦

## フランス
フランスでは、古来の宗教的結婚でなく、フランス革命以降の法律婚でもない、「性別に関係なく、成年に達した二人の個人の間で、安定した持続的共同生活を営むために交わされる契約」であるPACS（市民連帯契約）という制度が1999年に導入された。しかし、導入以来、PACS件数が法律婚の件数を上回ったのは一度だけで、それはコロナ禍が始まった2020年である。2022年の法律婚は24万1,700件に対しPACSは20万9,800件であり、法律婚の全体的な優位は続いているが、この状況が逆転する日が来るかもしれない。

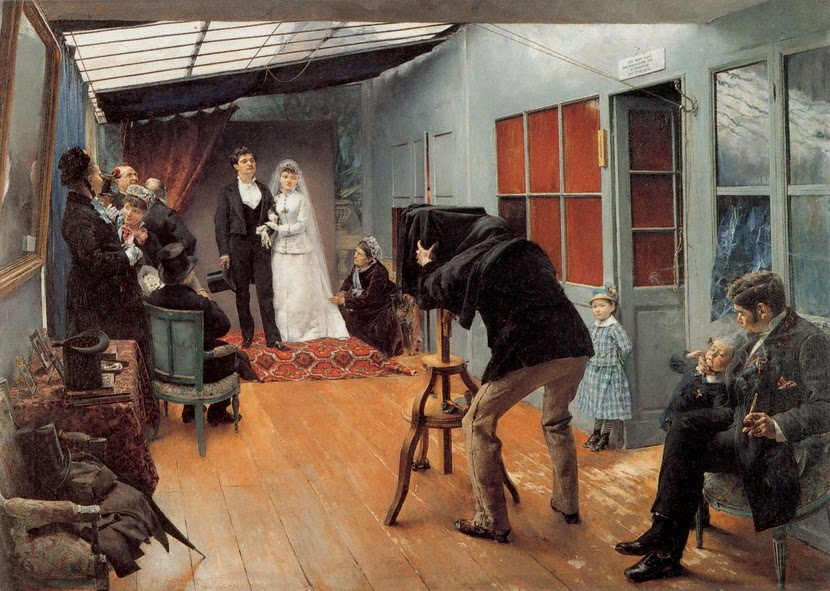
フランスの夫婦（1879年の絵画）

## スウェーデン

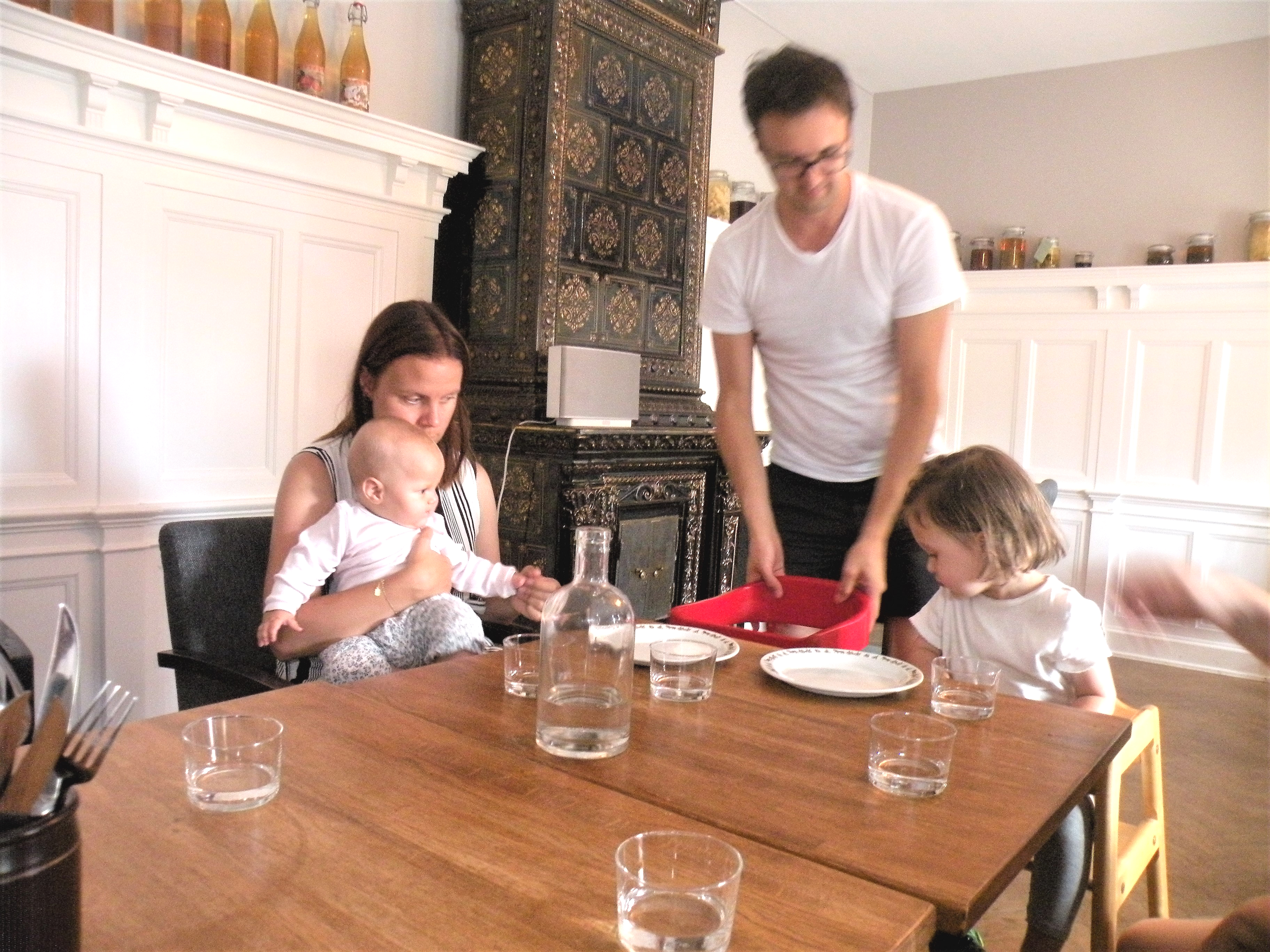
スウェーデンの夫婦とその子供たち

スウェーデンでは、男女が非常に対等の関係にある。
男女の関係なく、どちらも仕事を持ってそれぞれ働くことが当たり前。夫婦の家計は、収入に応じて分担することが多い。「夫が妻を養う」という感覚はまずない。
行政の仕組みとしても、所得税の申告は個人ごとに行う（夫、妻は別々に行う）。扶養控除もないし、年金も本人（実際に働いて積み立てた本人）にしか支払われない。つまり、人というのは、たとえ結婚していようが、「世帯」「女性」「男性」ではなく、あくまで「一個人」としてカウントされていて、男女がフラットな関係であり、性差を押し付けるような社会的バイアスがない。
スウェーデンでは、日本で言うところの "専業主婦" などという存在はほとんどいない。日本で言う "専業主婦"などというものは、ただの無職の女と見なされる。
スウェーデンには、いわゆる「ジェンダーロール」があまりない。（後進国に見られるような）「妻だから〜をすべきだ」「夫だから〜をすべきだ」というような理屈で役割を押し付ける観念がほぼ無い。家庭内の家事分担も同様で、夫婦の性別に関係無く、お互いが（一個人として、たまたま）得意なものをやればいいという考え方が徹底している模様。男性も料理が好き（得意）なら料理を担当する。洗濯も、夫婦のそれぞれの好き/嫌い（得意/苦手）の度合いを比較して担当する。
子供のために料理を作るということに関しては、そもそも「子どもがいたらきちんと夕食をつくるのは親の務め」「栄養バランスも考える必要がある」と考え、たとえ仕事から疲れて帰ってきても、男であろうが女であろうが作るのが親の務め、と考える。子供のために料理を作ることに関しては、好きとか嫌いという以前の問題であり、やるべきこと、子どものためなので当たり前、ととらえる。おまけに周囲の家族も皆、親であれば男女の別なく子供のために料理を作るので、なおさら、当然のこととして、男女の別なく子供に料理を作るということを行う。

## イスラーム圏
イスラーム法で一夫多妻制が認められているわけであるが、実際に一夫多妻となっている夫婦の割合は国ごとに大きく異なり、西アフリカのブルキナファソでは1998年の統計で54.7%。コートジボワールで35%。中央アフリカのチャドで39%(1996年時点）。東アフリカのジンバブエで11%（2005年時点）。中東のイエメンで7.1%（1997年時点）。
イスラーム圏では男性は40歳程度になると、働くこと（働いて生活費を稼ぐこと）は妻にまかせてしまう国が多々ある。
例えば、トルコ共和国のイスラームの夫婦はそうである。男性は40歳程度まではそれなりに働くが、40歳程度になると、妻に働いてもらうようになり、妻が働いている間、夫たちは、夫同士で立ち話でおしゃべりをしたり、並んで座って水タバコを吸っては世間話をして過ごすようになるのが一般的である。そうした夫たちにかわり、妻たちのほうがせっせと働くようになる。。トルコ人夫婦は、米国に移住してもそのような習慣を引きずって、妻のほうがせっせと働いている間、夫はのんびりと過ごす、というパターンになることが多い。例えば夫婦で商店を経営している場合、妻が商店のレジまわりや商品棚の前でせっせと手を動かして汗をかいて仕事をしている間、夫は店舗の中あるいは店舗の前などにおいた椅子にのんびりすわり、店の前をとおる顔なじみを見つけてはおしゃべりをして過ごす、という生活をしていることが多い。

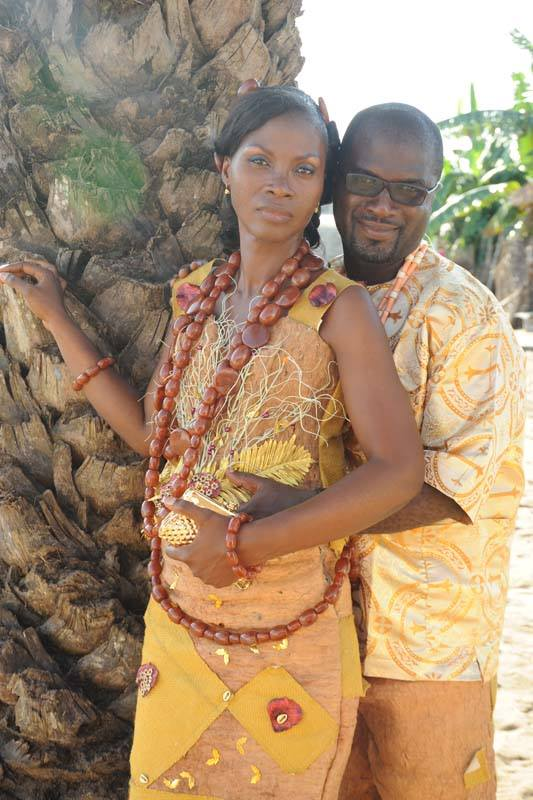
コートジボワールの夫婦
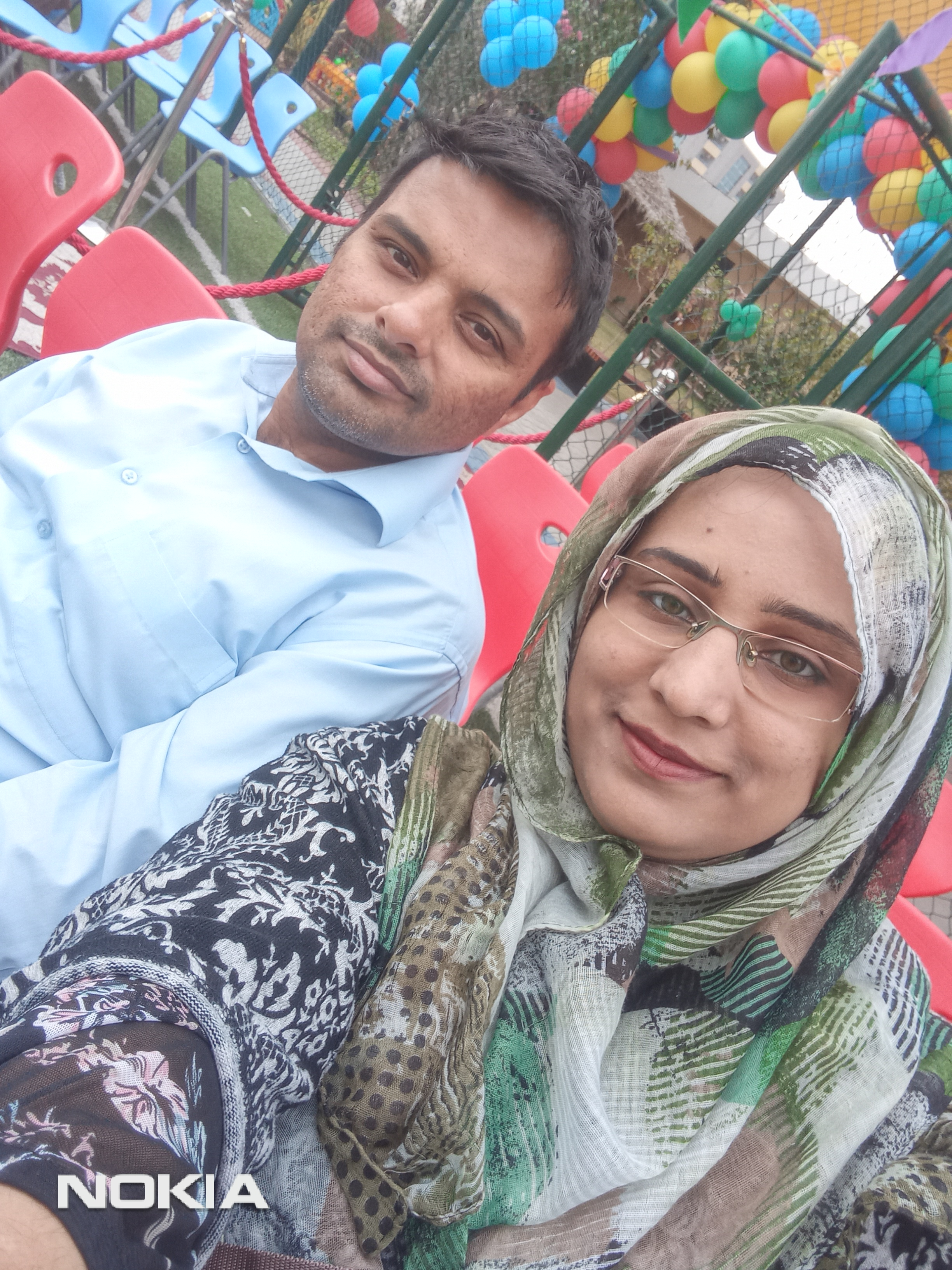
パキスタンの夫婦

## 日本
2007年時点での、日本の初婚夫婦の平均年齢差は約2歳である。
（株）結婚情報センターが2008年に660人に対しアンケート調査を行ったところ、「夫婦喧嘩をしない」と答えた夫婦はわずか10%であり（つまり90%が夫婦喧嘩をしており）、「毎日夫婦喧嘩をする」が2.3%、「週に1～2回夫婦喧嘩する」が16.2%であった。
夫婦と現行法
日本の民法の752条では「夫婦は同居し、互いに協力し扶助しなければならない」とあり、夫婦は「同居、協力、扶助」の三つの義務を履行しなくてはならないことになっている。夫婦共同生活が維持できなくなることを企図や意思を持って三つの義務を正当な理由なく故意に履行しないことを、「悪意の遺棄」と言う。例えば、相手方を置去りにして住居を飛出す行為、相手方を追出す行為、病気にかかった相手方を長期間放置する行為、家に生活費を入れない行為などが「悪意の遺棄」に該当する可能性がある。職務上の単身赴任、夫婦関係を見なおす冷却期間としての合意の上での別居、子供の病気療養の為の別居、ドメスティックバイオレンスから逃れる為の別居など、正当な理由があって同居できない場合は「悪意の遺棄」には該当しない。「悪意の遺棄」に基づくものであれば民法違反になり、それが継続して修復困難とみなされれば正当な離婚理由となる。
また、民法750条では、「夫婦は、婚姻の際に定めるところに従い、夫又は妻の氏を称する」と定め、夫婦が異なる氏を持つことができない。日本では、女性が家庭外で仕事をする率が増えるにつれ、結婚前の姓（＝いわゆる「旧姓」）を通称としてひきつづき利用する人が増えてきた。選択的夫婦別姓制度導入を求める女性も増え（9割以上の夫婦で、夫の氏を選択されているという現実があるため）、国会でも議論がなされ、また社会的にも論議が盛んになってきている。詳細は夫婦別姓を参照。なお世界的に見ると、夫婦同姓を必須とする国は珍しい。

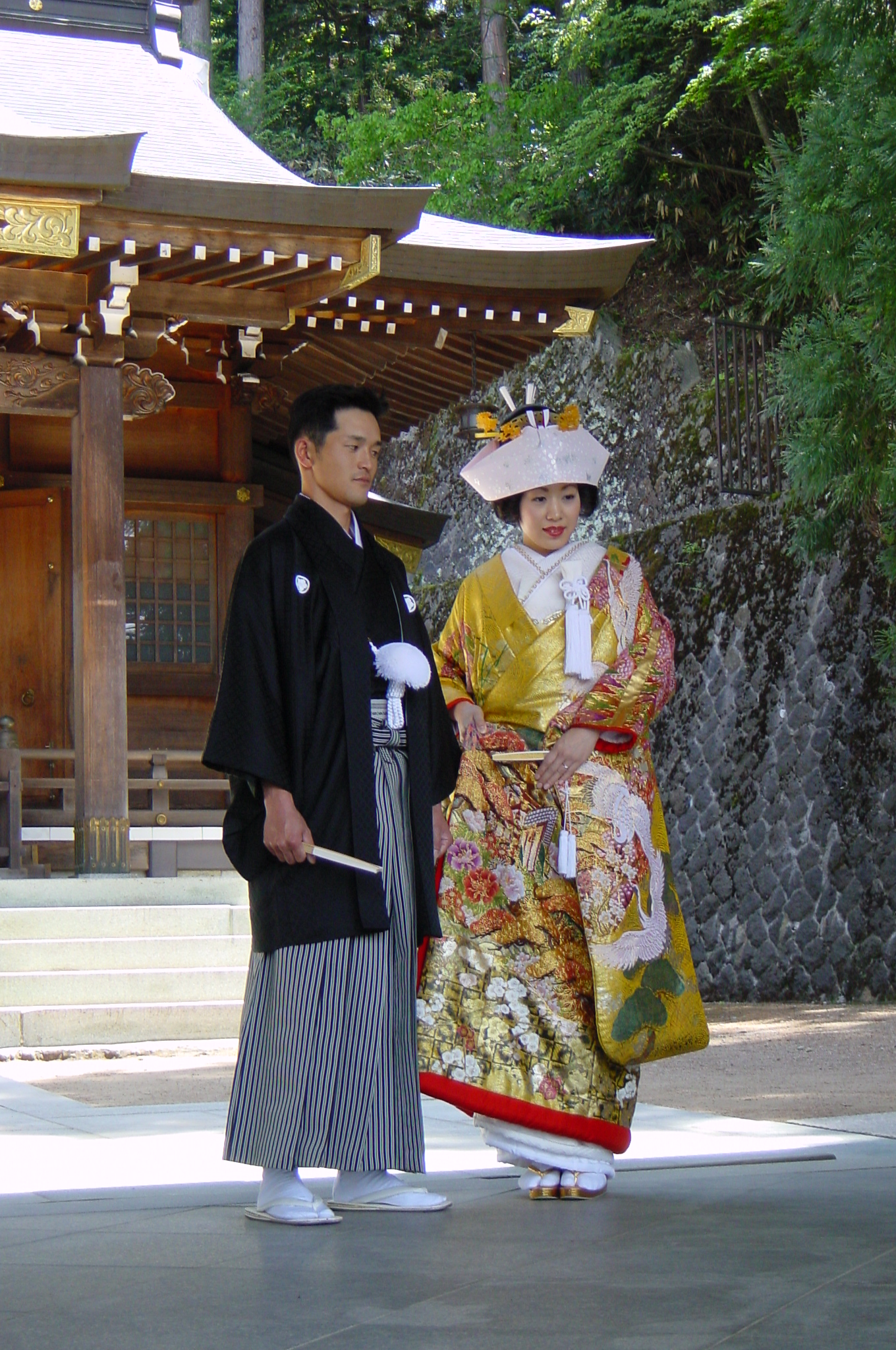
日本の新郎新婦（なりたての夫婦）の例。
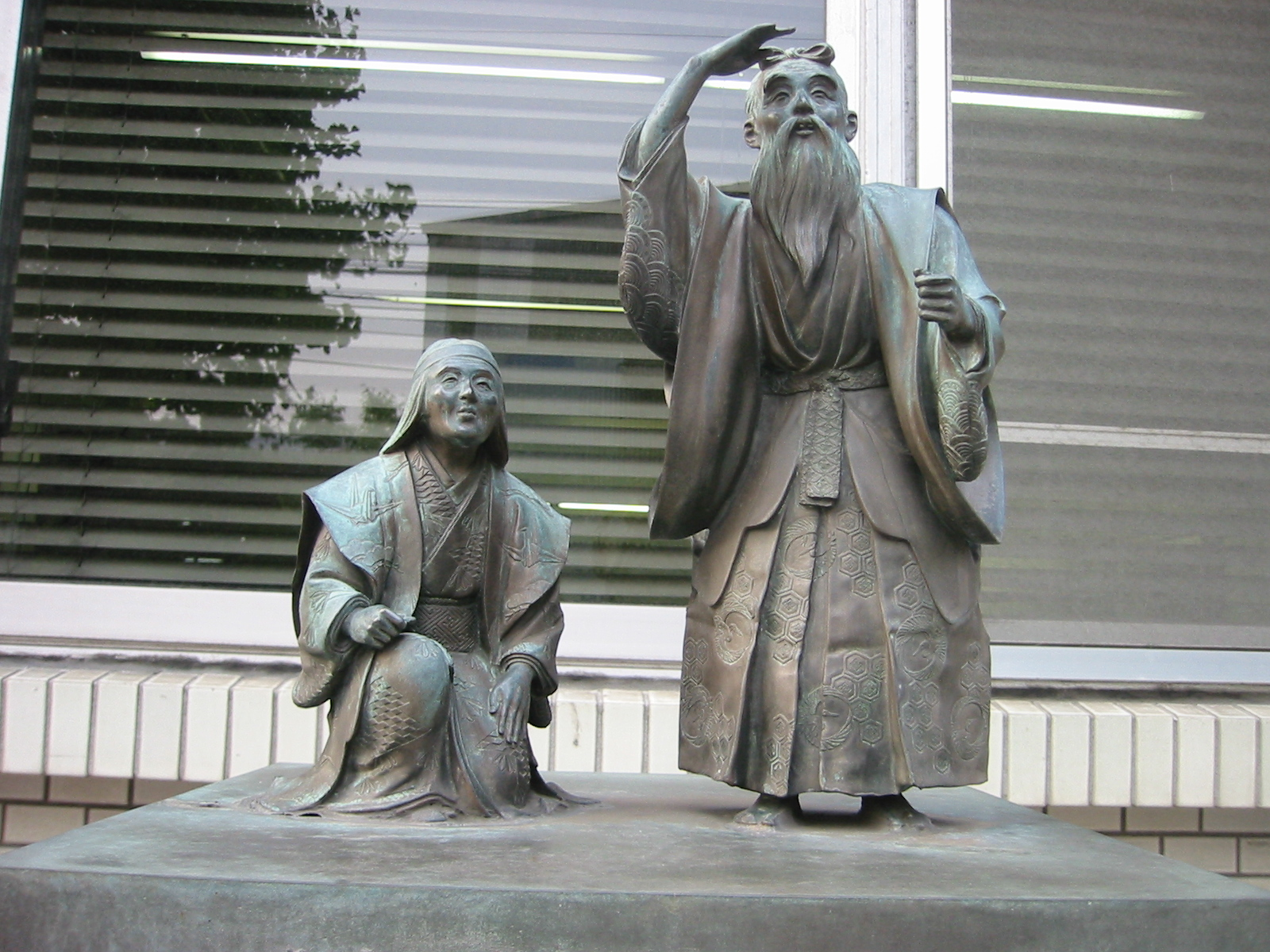
高砂の尉と姥。日本のベテランの夫婦のひとつのイメージ

## 種類
- おしどり夫婦 - 仲のよい夫婦のこと。（ただし実際のオシドリは毎年相手を変えるなど、決して終生添い遂げるわけではない。）
- 姉(さん)女房、歳下夫 - 姉女房は年上の妻、ということではあるが、夫婦の相対的年齢に焦点をあてており、逆の視点から見れば「歳下の夫」がいる夫婦ということ。最近は、歳下夫がいい、と願って最初から歳下を探す女性の割合も増加傾向にある。
- カカア天下 - 妻が支配力・指導力をもっている夫婦（や家庭）。世界各地にこうした夫婦がいる。
- 亭主関白 - 夫（亭主）が支配者としていばっている夫婦（や家庭）。やはり世界各地にこうした夫婦がいる。
- 仮面夫婦 - 世間に対しては仲が良いかのように演技をして装っているが、実際は関係が悪化し、冷め切っている夫婦のこと。

## 夫婦を扱っている番組
- 『新婚さんいらっしゃい!』 - 結婚して3年以内（再婚もOK）の夫婦を毎回2組招く、面白おかしいトーク番組。桂文枝 (6代目)の司会で50年以上続き、ギネス記録になっている長寿番組。 2022年7月現在の司会は藤井隆と井上咲楽。
- 『夫婦でありがとう』 - BSジャパンで2012年～2013年に放送。60歳以上の夫婦2組をスタジオに招き、夫婦の歴史、普段の生活、家族のメッセージを紹介。夫婦の赤裸々人生を語り、最後には相手への感謝のこもった「感動の手紙」を読む。